# Blue Suede Shoes
"Blue Suede Shoes" é uma famosa canção de rock and roll escrita e gravada pela primeira vez por Carl Perkins em 1955. É considerada uma das primeiras do gênero rockabilly, incorporando elementos do blues, country e música pop da época. A versão original da canção de Perkins estava na Cashbox, Lista de singles mais vendidos por dezesseis semanas e passou duas semanas na posição número dois. Esteve presente na lista das 500 melhores canções de todos os tempos da revista Rolling Stone.
Elvis Presley gravou "Blue Suede Shoes" em 1956 e aparece como a faixa de abertura de seu primeiro álbum, Elvis Presley. Presley interpretou sua versão da canção três vezes diferentes na televisão nacional americana. Também foi gravada por Buddy Holly, Eddie Cochran e Cliff Richard, entre muitos outros.

## Versão de Elvis Presley
Gravar versões cover de músicas era uma prática comum nas décadas de 1940 e 1950, e "Blue Suede Shoes" foi uma das primeiras músicas que a RCA Victor queria que seu artista recém-contratado, Elvis Presley, gravasse. "Heartbreak Hotel" e "Blue Suede Shoes" subiram nas paradas aproximadamente ao mesmo tempo. A RCA Victor, com sua distribuição superior e contatos de rádio, sabia que provavelmente poderia roubar um sucesso de Phillips e Perkins. Presley, que conhecia Perkins e Phillips desde seus dias na Sun Records, cedeu à pressão da RCA, mas solicitou que a empresa retivesse sua versão do lançamento como single. A versão de Presley apresenta dois solos de guitarra de Scotty Moore, com
Bill Black no baixo e o D.J. Fontana na bateria.
De acordo com Moore, quando a música foi gravada, "nós apenas entramos lá e começamos a tocar, apenas voamos. Apenas seguimos o que Elvis sentia". De acordo com relatos confirmados por Sam Phillips, o produtor da RCA Victor, Steve Sholes, concordou em não lançar a versão de Presley da música como single enquanto o lançamento de Perkins estava quente.
Presley tocou a música na TV estadunidense três vezes em 1956. A primeira foi em 11 de fevereiro no Stage Show. Ele também tocou novamente em sua terceira aparição no Stage Show em 17 de março e novamente no "Milton Berle Show" em 3 de abril. Em primeiro de julho, Steve Allen apresentou Presley no The Steve Allen Show, e Presley, vestido com roupas formais para a noite, disse: "Acho que tenho algo hoje à noite que não está certo para a noite vestem." Allen perguntou: "O que é isso, Elvis?" "Sapatos de camurça azul" foi a resposta, quando ele levantou o pé esquerdo para mostrar ao público. Presley mencionou sapatos de camurça azul uma segunda vez neste show: em uma música durante a comédia "Range Roundup" com Allen, Andy Griffith e Imogene Coca, ele disse: "Estou avisando você galochas, não pise nos meus sapatos de camurça azul."
Moore disse que Presley gravou a música para ajudar Perkins após o acidente. "Elvis não estava realmente pensando naquele momento que iria ganhar dinheiro para Carl; ele estava fazendo isso como algo mais como um tributo. É claro, Carl estava feliz por ele ter feito. Isso realmente ajudou quando seu registro começou a cair.
"Blue Suede Shoes" foi a primeira música do inovador álbum Elvis Presley, lançado em março. A RCA Victor lançou outros dois discos com "Blue Suede Shoes" no mesmo mês: um EP com quatro músicas (RCA Victor EPA 747) e um EP duplo com oito músicas (RCA Victor EPB 1254).
A RCA Victor lançou a versão de Presley como single em 8 de setembro, um dos vários singles que a RCA lançou simultaneamente, todos selecionados do álbum Elvis Presley. Este single atingiu o número 20, enquanto a versão de Perkins estava no topo do gráfico.
Em 1960, Presley regravou "Blue Suede Shoes" para a trilha sonora do filme G.I. Blues. Enquanto o personagem de Presley e sua banda, os "Three Blaze", tocam uma balada em uma boate de Frankfurt ("Doin' the Best I Can", de Doc Pomus e Mort Shuman), um soldado entediado toca a versão de Presley de "Blue Suede Shoes" na jukebox, observando que ele quer "ouvir um original". Quando outro soldado tenta desconectar a jukebox, a platéia entra em briga. Esta regravação do estúdio foi uma das poucas ocasiões na carreira de Presley em que ele concordou em regravar uma música lançada anteriormente. Ele fez isso nesta ocasião porque o restante da trilha sonora foi gravada em estéreo e, portanto, era necessária uma versão estéreo de "Blue Suede Shoes". A versão de 1960 usa praticamente o mesmo arranjo que a gravação de 1956. A versão foi incluída no álbum da trilha sonora de G.I. Blues, mas nunca foi lançado como single nos Estados Unidos.
Em 1985, a RCA lançou um videoclipe da versão original de Presley de "Blue Suede Shoes". O vídeo apresentava cenários e atores contemporâneos (e Carl Perkins em uma participação especial), com Presley sendo exibido em imagens de arquivo.
Em 1999, a versão de Presley foi certificada como ouro pela RIAA.